# Dekanat Neustadt
Das Dekanat Neustadt ist ein Dekanat im Erzbistum Freiburg.

## Geschichte
Mit der Dekanatsreform zum 1. Januar 2008 wurde das Dekanat Neustadt als eines von 26 Dekanaten des Erzbistums Freiburg errichtet. Das Dekanat bildet zusammen mit den Dekanaten Freiburg, Endingen-Waldkirch, Breisach-Neuenburg und Schwarzwald-Baar die Region Breisgau / Schwarzwald / Baar des Erzbistums Freiburg.
Die Seelsorgeeinheit Beim Titisee entstand zum 1. Januar 2015 aus den bisherigen Seelsorgeeinheiten Titisee-Neustadt und Hinterzarten-Breitnau. Die Seelsorgeeinheit Dreisamtal wurde ebenfalls am 1. Januar 2015 aus den bisherigen Kirchengemeinden Kirchzarten und Nördliches Dreisamtal errichtet.

## Gliederung
Das Dekanat Neustadt gliedert sich in die folgenden sechs Seelsorgeeinheiten:
| Seelsorgeeinheiten           | zugehörige Pfarreien und Filialen |
| ---------------------------- | --- |
| SE Beim Titisee              | St. Jakobus (Neustadt), Christkönig (Titisee), St. Nikolaus (Waldau), Mariä Himmelfahrt (Hinterzarten) und St. Johann Baptist (Breitnau) |
| SE Dreisamtal                | St. Blasius (Buchenbach), St. Jakobus (Stegen-Eschbach), Herz Jesu (Stegen), St. Gallus (Kirchzarten), Mariä Krönung (Oberried), St. Laurentius (Hofsgrund) |
| SE Friedenweiler             | St. Johannes Baptist (Friedenweiler), St. Leodegar (Rötenbach), St. Benedikt (Eisenbach), St. Josef (Bubenbach-Oberbränd), St. Wolfgang (Schollach) |
| SE Löffingen                 | St. Michael (Löffingen) mit St. Peter (Dittishausen) und St. Bartholomäus (Seppenhofen), St. Peter und Paul (Bachheim), Herz-Jesu (Göschweiler), St. Fridolin (Reiselfingen), St. Georg (Unadingen) |
| SE St. Märgen-St. Peter      | St. Peter und Paul (St. Peter) und Mariä Himmelfahrt (St. Märgen) mit den Filialkirchen und Kapellen Sägendobelkapelle (St. Peter Sägendobel), St. Wolfgangskapelle (St. Märgen Thurner), St. Ursulakapelle (St. Peter), Rosenkranzkapelle (St. Märgen Glashütte), Maria Lindenberg (St. Peter), Ohmenkapelle St. Judas Thaddaeus (St. Märgen), Soldatenkapelle St. Georg (St. Peter) |
| SE Östlicher Hochschwarzwald | St. Wendelin (Feldberg) mit der Feldbergkirche Verklärung Christi und der St. Gallus Kapelle, St. Nikolaus (Lenzkirch) mit der Filialkirche St. Maria Magdalena (Grünwald), St. Johann (Saig), St. Nikolaus (Schluchsee) mit der Filialkirche Maria Königin (Blasiwald) |